# Egidio Miragoli
Egidio Miragoli, né le 20 juillet 1955 à Gradella, en Lombardie, est un évêque catholique italien, évêque du diocèse de Mondovi depuis le 29 septembre 2017.

## Biographie
Né le 20 juillet 1955 à Gradella, hameau de Pandino, en Lombardie. Il fréquente le séminaire de Lodi et l'Université pontificale grégorienne, où il obtient le diplôme en droit canonique ; il est ordonné prêtre le 23 juin 1979.
De 1982 à sa nomination épiscopale, il est professeur de droit canonique à l'Istituto superiore di scienze religiose (it) de Crema-Crémone-Lodi-Vigevano. Depuis 1985, il est défenseur du lien au tribunal diocésain et, depuis 1988, il est promoteur de justice ; il quitte ces deux charges en 2003 ; depuis 2007, il est juge à la cour ecclésiastique régionale de Lombardie.
En 1994, il est nommé curé de l'église sainte Françoise-Xavière Cabrini à Lodi.
Le 29 septembre 2017, le pape François l'élève à la dignité épiscopale en le nommant évêque de Mondovì, il est consacré le 11 novembre suivant par Maurizio Malvestiti, évêque de Lodi. À la cérémonie participent quelque 300 citoyens de Mondovì ainsi que 24 évêques.
Ensuite, il s'installe en la cathédrale de Mondovi le 8 décembre.

### Rang ecclésiastique
- : prêtre de l'Église catholique - 23 juin 1979

## Œuvres
- Il sacramento della penitenza. Il ministero del confessore: indicazioni canoniche e pastorali, curatela. Milano, Àncora Editrice, 1999,  (ISBN 88-7610-764-9)
- Il Consiglio pastorale diocesano secondo il Concilio e la sua attuazione nelle diocesi lombarde, tesi di dottorato, Roma, Pontificia università gregoriana, 2000,  (ISBN 88-7652-855-5)

## Illustrations

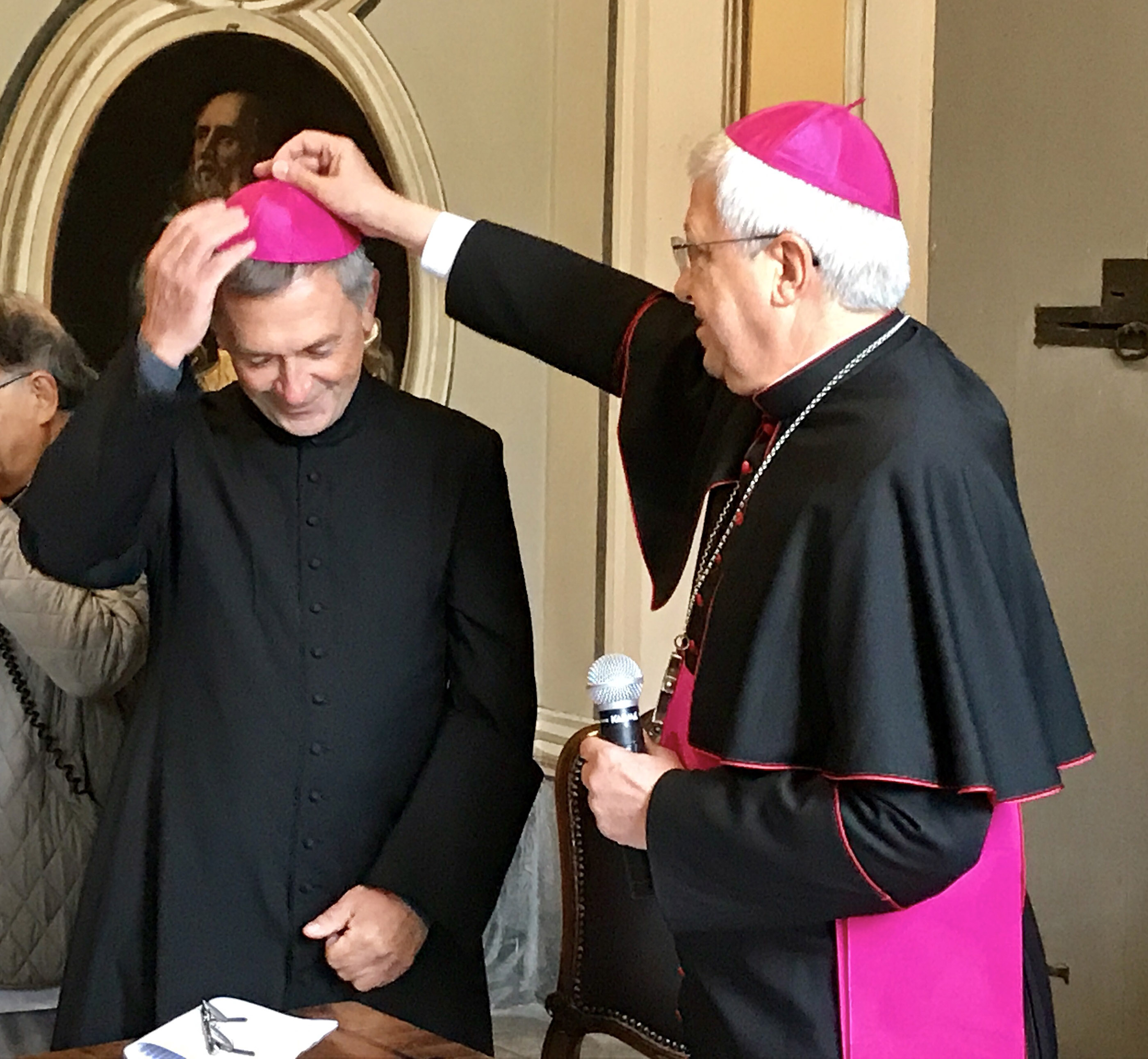
Egidio Miragoli, à peine élu évêque de Mondovì le 29 septembre 2017, reçoit la calotte de Maurizio Malvestiti à l'évêché de Lodi
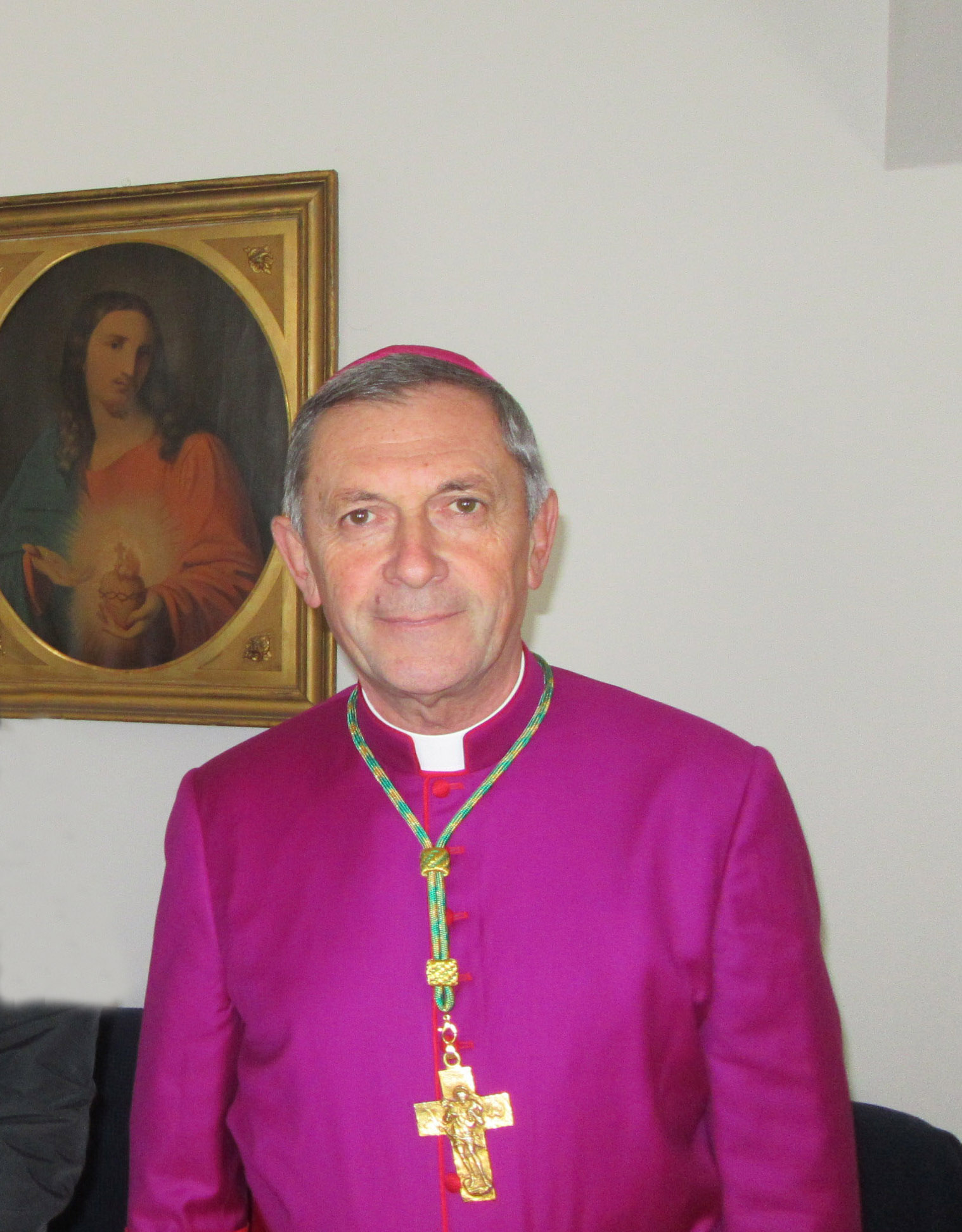
Egidio Miragoli, le 19 novembre 2017.